# Morella diversifolia
Morella diversifolia là một loài thực vật có hoa trong họ Myricaceae. Loài này được (Adamson) Killick mô tả khoa học đầu tiên năm 1998.